# Elbasan Rashani
Elbasan Rashani (* 9. Mai 1993 in Hillerstorp, Schweden) ist ein kosovarisch-norwegischer Fußballspieler.

## Karriere

### Verein
Rashani begann seine fußballerische Laufbahn bei IL Skarphedin, wo er bis 2008 spielte. Anschließend spielte er bis 2011 in der Jugend des Odds BK. Bereits in der Saison 2010 stand er jedoch schon des Öfteren im Spieltagskader, kam aber noch nicht zum Einsatz. Am 10. April 2011 (3. Spieltag) spielte er das erste Mal im Profibereich, als er spät gegen Strømsgodset IF eingewechselt wurde. Besonders gegen Saisonende wurde er immer öfter eingesetzt und kam insgesamt auf 16 Saisoneinsätze. Bei einer 1:3-Niederlage gegen Vålerenga Oslo schoss er das einzige Tor seiner Mannschaft und somit sein erstes im Profifußball. Wettbewerbsübergreifend spielte Rashani 18 Mal, wobei er dreimal in der Spielzeit traf. In der Saison 2013 spielte er insgesamt 25 Mal, traf viermal und legte sechs Tore auf. Bis zur Sommerpause der Spielzeit 2014 wurde er 15 Mal eingesetzt in der Liga und traf viermal.
Im Sommer 2014 verließ er Norwegen und wechselte zum dänischen Erstligisten Brøndby IF. Sein Debüt für seinen neuen Arbeitgeber gab er am 28. Juli 2021 (2. Spieltag) bei einem 2:0-Sieg über Silkeborg IF, als er in der Startelf stand. Nur wenige Tage darauf wurde er in der Qualifikation zur Europa League eingewechselt und machte somit sein Debüt auf internationalem Boden gegen den FC Brügge. Zwei Wochen später (4. Spieltag) schoss er gegen den Odense BK sein erstes Tor für den Klub und führte ihn zu einem 1:1-Unentschieden. In der Saison 2014/15 spielte er jedoch nur 14 Ligaspiele, wobei er zweimal traf. Bis zur Winterpause der Folgesaison wurde er zehnmal in der Liga und siebenmal in der Europa-League-Qualifikation eingesetzt und traf zusammengenommen fünfmal.
Daraufhin wurde Rashani für die norwegische Saison 2016 an den Rosenborg BK verliehen. Direkt am ersten Spieltag der Spielzeit stand er in der Startformation und debütierte somit gegen seinen Exverein, den Odds BK, für seinen Leihklub, als dieser 0:1 verlor. Erst vier Monate später schoss er, nach später Einwechslung gegen Sarpsborg 08 FF den 5:2-Siegtreffer und somit sein erstes Tor im neuen Trikot. Für Rosenborg kam er während seiner Leihe zu drei Toren in 19 Ligaspielen und gewann mit seinem Team das Double aus Pokal und Meisterschaft. Nach diesen Erfolgen wechselte er nach Ablauf der Leihe fest zum Rosenborg BK. Anschließend verlor er jedoch seinen Stammplatz und kam nur noch zu acht Einsätzen und zwei Vorlagen bis zu Sommerpause in der Liga, gewann allerdings mit seinem Verein den Supercup.
In besagter Sommerpause kehrte er zum Odds BK zurück. Sein Comeback nach über sechs Jahren gab er am 6. August 2017 (18. Spieltag) in der Startelf bei einem 2:1-Sieg gegen Sogndal Fotball. Bei Odds war er wieder Stammspieler und schoss in der restlichen Saison zwei Tore in 13 Ligaspielen. Zudem gewann während seiner Abwesenheit sein Verein aus dem ersten Teil der Saison, Rosenborg, den Meisterschaftstitel. 2018 legte er seine bis dato erfolgreichste Spielzeit hin, indem er wettbewerbsübergreifend neunmal in 31 Spielen traf. Daraufhin gehörte er auch in der Folgesaison zum Stammpersonal und spielte 29 Spiele in der Liga, wobei er dreimal traf. Die Saison 2020 beendete er mit 24 Ligapartien und erneut drei Treffern, aber dieses Mal acht Vorlagen.
Nach dieser Spielzeit verließ er Skandinavien und wechselte in die türkische Süper Lig zu Büyükşehir Belediye Erzurumspor. Sein Debüt gab er am 21. Februar 2021 (26. Spieltag) gegen Hatayspor, als er bei der Niederlage eine Halbzeit lang spielte. Am 17. April 2021 (35. Spieltag) schoss er bei einem 3:2-Sieg gegen Denizlispor seine ersten beiden Tore und war somit maßgeblich beteiligt an einem der wenigen Siege seines Vereins. Mit seiner Mannschaft stieg er am Ende der Saison in die 1. Lig ab, war jedoch auch nicht Stammspieler und spielte, meist nur als Einwechselspieler, zwölfmal, wobei er drei Tore schoss.
Daraufhin verließ er die Türkei nach einem halben Jahr wieder und wechselte nach Frankreich zum Ligue-1-Aufsteiger Clermont Foot. Am 8. August 2021 (1. Spieltag) wurde er bei einem 2:0-Sieg gegen Girondins Bordeaux eingewechselt und gab direkt seine erste Torvorlage für Clermont. Bei einem 3:3-Unentschieden gegen Olympique Lyon schoss er als Einwechselspieler seine ersten beiden Tore und rettete somit den einen Punkt für seinen neuen Verein. Im Anschluss entwickelte er sich zum Stammspieler beim französischen Erstligisten.

### Nationalmannschaft
Rashani spielte in seiner Jugendkarriere für die Juniorenteams der Norweger und kam dort bis zur U21-Mannschaft, für die er zweimal in acht Partien traf.
Für den Erwachsenenbereich entschied er sich allerdings für den Kosovo und debütierte dort für die A-Nationalmannschaft am 3. Juni 2016 im Freundschaftsspiel gegen Färöer, als er direkt das erste Mal traf. Im Jahr 2021 entwickelte er sich zur Stammkraft in der Nationalmannschaft und steht aktuell (Oktober 2021) bei 22 Einsätzen und drei Toren.

## Erfolge
Rosenborg BK
- Norwegischer Meister: 2016, 2017
- Norwegischer Pokalsieger: 2016
- Norwegischer Supercup-Sieger: 2017